# Carl Caspar Franz von der Leyen
Carl Caspar Franz von der Leyen und zu Hohengeroldseck (19 juillet 1655 † 30 novembre 1739) est le premier comte de Hohengeroldseck.

## Biographie
Carl Caspar est le fils du baron impérial Hugo Ernst von der Leyen zu Adendorf († 1665) et de Sophia Maria Quad von Buschfeld.
Il est donc le neveu de son homonyme Carl Caspar Franz von der Leyen qui est électeur de Trèves.
En 1687, il devient seigneur de Forbach et de Blieskastel.
Le 22 novembre 1711, il est élevé au rang de comte impérial d'Hohengeroldseck. 

## Descendance
Le 28 décembre 1687, il épouse à Mayence la comtesse Sophie Maria von Schönborn-Wiesentheid (1670-1742), avec qui il a sept enfants.
- Hugo Franz Anton (23 septembre 1694 † 1703)
- Sophie Marianna (13 septembre 1695 † 15 octobre 1775)
- Anna Eva Charlotte Elisabeth (30 novembre 1697 † 24 avril 1778)
- Maria Anna (30 janvier 1700 † 25 juillet 1723); ⚭ 22 septembre 1722 Christian Franz Dietrich Freiherr von Fürstenberg-Herdringen († 24 août 1755)
- Caroline (24 juin 1701 † 30 mars 1726)
- Klara Elisabeth Katharina (30 août 1706 † 19 avril 1780)
- Friedrich Ferdinand Franz Anton (7 janvier 1709 † 16 février 1760); ⚭ 18 octobre 1733 Eva Charlotte Auguste Gräfin von Hatzfeldt (6 août 1715 ; † 26 juillet 1774)

## Sources
- « Saarland Biografien », sur www.saarland-biografien.de (consulté le 18 mars 2022)

- « House of Leyen », sur www.almanachdegotha.org (consulté le 18 mars 2022)